# Nuba (Insel)
Nuba (indonesisch Pulau Nuba) ist eine indonesische Insel des Alor-Archipels. Nuba ist unbewohnt.

## Geographie
Die Insel liegt nördlich der Insel Alor in der Floressee. Sie gehört zum Distrikt Westalor Meer (Alor Barat Laut).